# 卓愷濟
卓愷濟（1922年—1999年），中华民国陸軍中將，蒋中正贴身侍卫官。

## 生平简历
生于浙江奉化县松岙，为蒋介石同乡，奉化松溪卓氏之后。早年即追随蒋介石，任蒋贴身侍卫。1949年随蒋撤往台湾，以上校军衔常年任總統府警衛隊队长，是第二任侍卫长（徐耀庭之后，虞子輝之前），负责蒋人身安全，「阳明山枪击事件」后自请移职。蒋经国时代晋臺灣警備總司令部副总参谋长，陆军中将。1999年病逝台北三軍總醫院。其族兄卓子亚亦任蒋侍卫，官至少将台湾总统府侍卫处副主任。